# Dirck Gerritz Pomp
Dirck Gerritz Pomp (auch Dirck Gerritsz, Dirk Gerritz, Dirck China, Dirck Gerritzsoon, Dirck Gerritzsoon Pomp, * 1544 in Enkhuizen; † 1608) war ein niederländischer Seefahrer.
Als Elfjähriger zog Pomp mit Verwandten nach Lissabon, wo er Portugiesisch lernte und eine Händlerlehre absolvierte. 1568 wurde er Kaufmann in Goa, Portugiesisch-Indien. An Bord portugiesischer Handelsschiffe besuchte er in den 1580er Jahren Japan und China. 1590 kehrte er nach Enkhuizen zurück, wo er sich mit Jan Huygen van Linschoten anfreundete, der sich Pomps Wissen zu Nutze machte und Teile davon in seinem Buch Itinerario: Voyage ofte schipvaert van Jan Huyghen van Linschoten naer Oost ofte Portugaels Indien, 1579–1592 veröffentlichte. Nach ihm ist seit 2017 die Gerritsz Bay benannt, eine Bucht der Anvers-Insel in der Antarktis.

## Gescheiterte Ostindienexpedition 1598/1599
1598 kehrte Pomp zur See zurück, diesmal unter niederländischer Flagge unter dem Kommando von Jacob Mahu. Ziel der Expedition war es, durch Durchfahren der Magellanstraße zu den ostindischen Gewürzen zu gelangen und durch Eröffnung dieser neuen Handelsstraße die spanische Konkurrenz zu umgehen. Alternativ strebte man nach japanischem Silber oder chinesischer Seide. Pomp hatte in den Niederlanden von reichhaltigen Vorräten beider Produkte in China beziehungsweise Japan geschwärmt. An Bord befand sich auch William Adams, der später als erster Engländer Japan bereiste. Nachdem Mahu bereits vor Erreichen der Magellanstraße verstorben war, übernahm Pomp das Kommando über die Blijde Boodschap von Kapitän Sebald de Weert, der seinerseits das Schiff Mahus übernahm. 
Die Blijde Boodschap wurde südwärts abgetrieben, dabei soll bei 64° S eine bergige Küste ausgemacht worden sein. Sollte diese Nachricht zutreffen, wäre Pomp im Jahr 1599 der eigentliche Entdecker der Südlichen Shetlandinseln und somit auch der erste Europäer, der eine zum antarktischen Kontinent gehörende Landmasse gesehen hätte. Die Angabe ist jedoch umstritten.
Die Blijde Boodschap erreichte Ostindien nie. Als die Vorräte knapp wurden, steuerte Pomp Mitte November 1599 den Hafen von Valparaíso an, wo er von den Spaniern gefangen genommen wurde. Erst fünf Jahre später kam er im Zuge eines Gefangenenaustauschs mit den Niederlanden wieder frei. Seine letzten Lebensjahre verbrachte er im Dienst der Niederländischen Ostindien-Kompanie.